# Meyrargues
Meyrargues település Franciaországban, Bouches-du-Rhône megyében. Lakosainak száma 3818 fő (2022. január 1.). Meyrargues Peyrolles-en-Provence, Le Puy-Sainte-Réparade, Saint-Marc-Jaumegarde, Vauvenargues, Venelles és Pertuis községekkel határos.

## Népesség
A település népességének változása:
| Lakosok száma | 2196 | 2406 | 2814 | 3400 | 3743 | 3745 | 3804 | 3855 | 3843 | 3818 |
|               | 1968 | 1982 | 1990 | 2006 | 2013 | 2015 | 2017 | 2019 | 2020 | 2022 |